# Agyrta albisparsa
Agyrta albisparsa là một loài bướm đêm thuộc phân họ Arctiinae, họ Erebidae.